# Nostra Senyora de l'Assumpció de Sallent de Gállego
L'Església Parroquial de Nostra Senyora de l'Assumpció, a Sallent de Gállego (Província d'Osca, Espanya), és un temple d'estil gòtic tardà construït al segle xvi sobre una edificació romànica anterior. Avui dia el seu volum queda, en part, ocult per diverses construccions adossades en el seu costat occidental, que s'integren en el conjunt per estar realitzades, igual que l'església, en maçoneria combinada amb carreu en les cantonades i tenir així mateix cobertes de pissarra.

Consta d'una nau única de dos trams coberta amb voltes de creueria estavellada, capelles laterals a banda i banda del primer tram i absis poligonal. Compta amb una sagristia en el costat septentrional de la capçalera, un cor alt als peus i una torre de planta quadrada i tres cossos en el seu angle sud-occidental. La torre va ser l'antiga Presó de la vila, adaptant com campanar al segle xvi en reedificar l'església.

L'accés es realitza pel costat meridional a través d'un desnivell salvat per un sistema rampes i escales.

## Història
L'any 1524, D. Juan de Lanuza, sallentí, primer Justícia d'Aragó, Virrei d'Aragó i Comendador de l'Ordre de Calatrava, decideix erigir una capella adequada al seu rang i categoria. Contracta a D. Juan de Segura, un arquitecte resident a Jaca. Fa la nova capella sobre un petit romànica primitiva. Originalment, l'edificació només ocupava la volta del que avui és el presbiteri. En el contracte es descriu com ha de ser: "ha de tenir un creuer, que s'assisteixi sobre vuit àngels, un d'ells amb l'escut dels Lanuza. Del primer a haver-hi una inscripció, la qual Senyoria mani. El creuer ha de tenir 28 claus, 8 creus de Calatrva i 4 finestres". I així és com avui podem observar l'església. La inscripció abans esmentada és el Magnificat. D. Juan de Lanuza mor en 1535 sense veure acabada completament la seva capella. D. Bernat de Betbedé és l'encarregat d'acabar les voltes del centre i del fons. A la fi de 1538, queda acabada l'església tal com avui es pot gaudir després de quinze anys de construir aquesta magnífica obra d'arquitectura.
A la paret nord del cor es va col·locar, al voltant del segle xvii, un gran orgue de tubs, però no es conserva perquè va ser venut cap a la segona meitat del segle xx.
El 15 i 16 d'octubre de 1897, el bisbe D. José López Mendoza García va realitzar una visita pastoral a la parròquia.
El 1983 es construeixen l'altar major i l'ambó, tots dos obra dels Germans Albareda de Saragossa.
A l'abril de 1993 va començar una profunda restauració completa, tant de l'interior del temple, com de tots els seus retaules; que no va finalitzar fins a l'any 2005. L'any 2010, l'església va adquirir un petit orgue de tubs.
El dia 21 de juny de 2011, va comptar amb la presència de la Creu de la Jornada Mundial de la Joventut i de la Icona de la Mare de Déu "Saulis Populi Romani" en el seu recorregut per les diòcesis d'Espanya.

## Galeria d'imatges

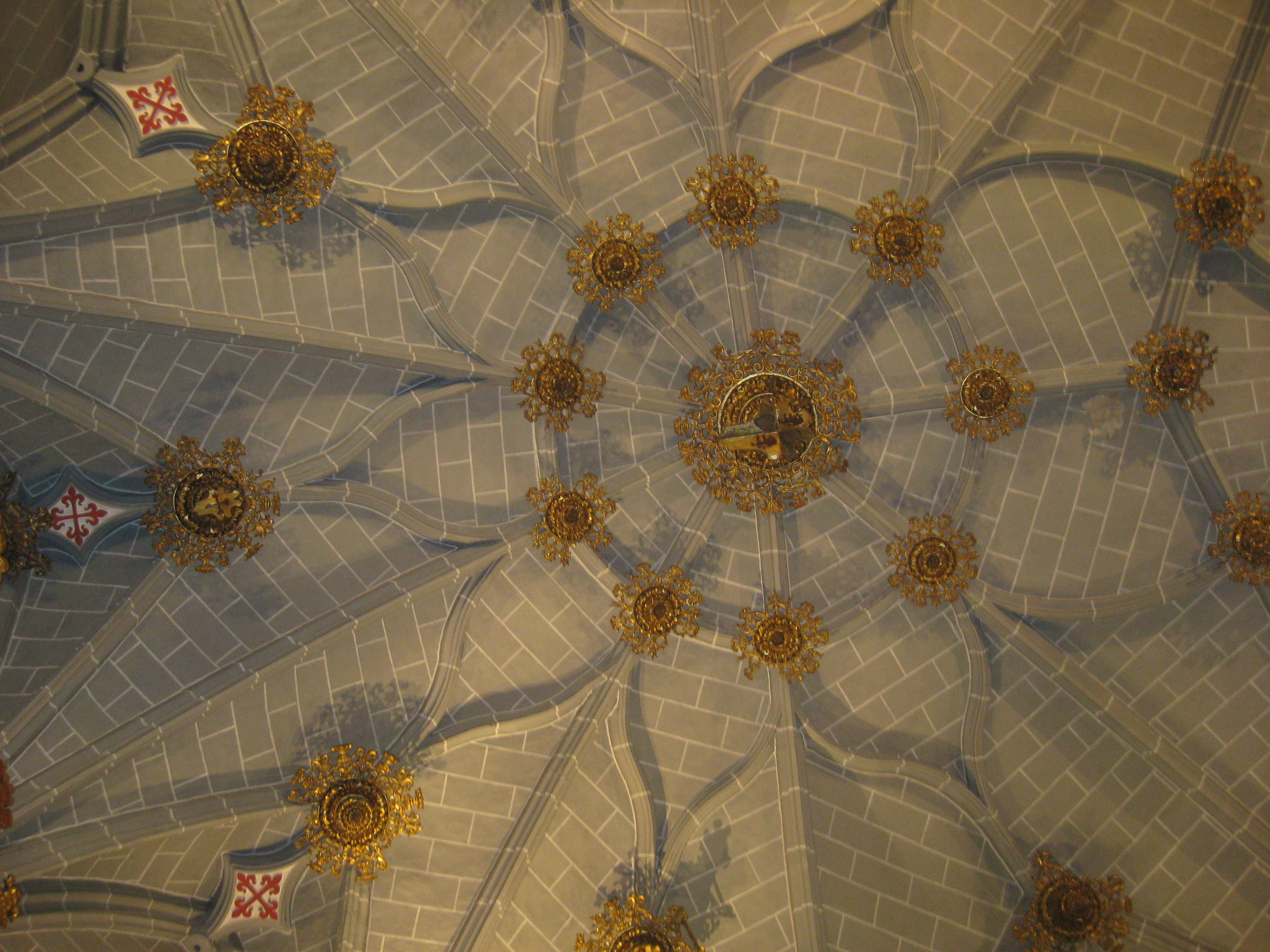
Detall del sostre
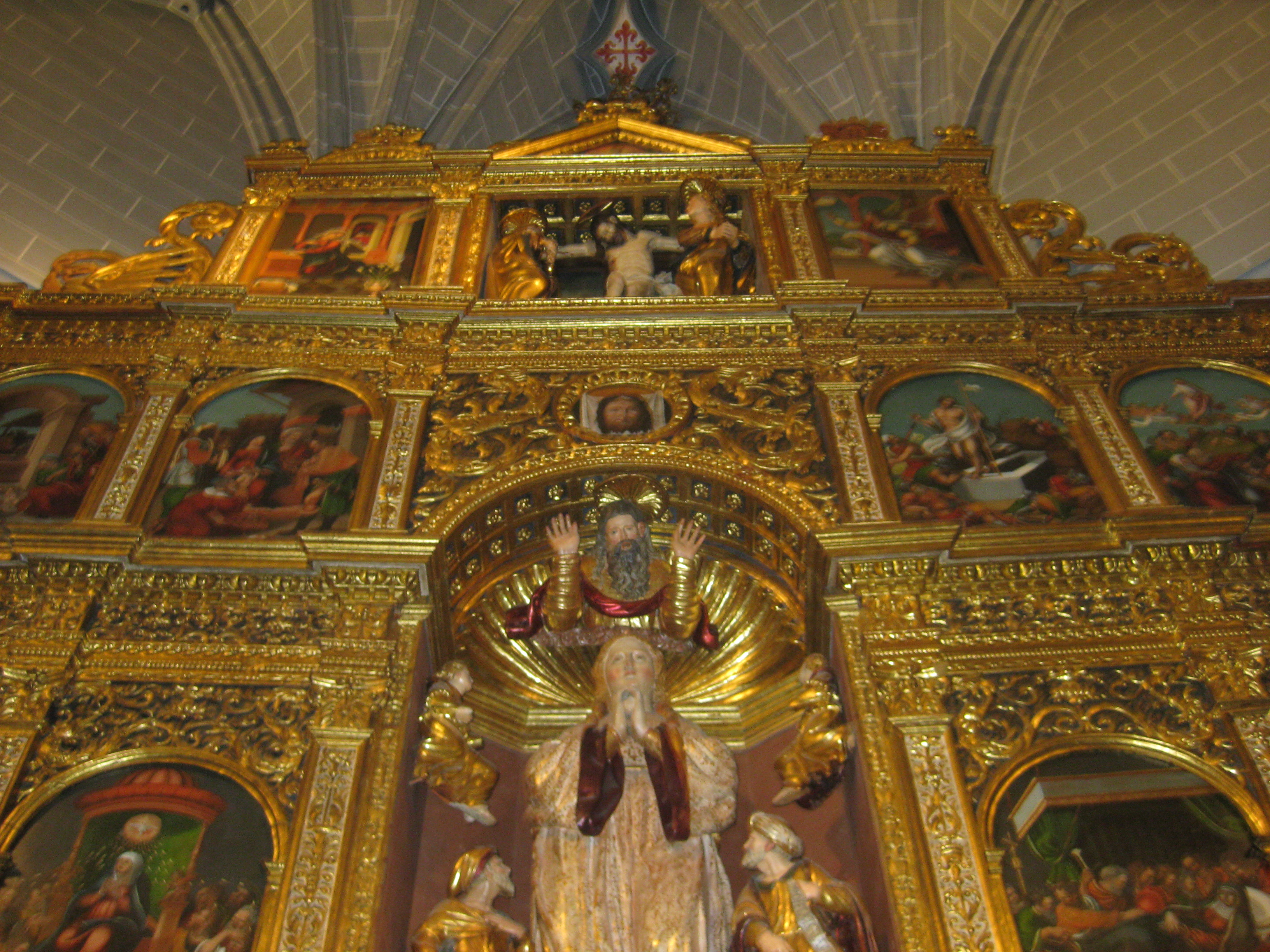
Retaule de l'església